# Reginald Southey y esqueletos
Reginald Southey y esqueletos es una fotografía de 1857 del escritor y fotógrafo inglés Lewis Carroll (Charles Lutwidge Dodgson, 1832–1898), que representa al pionero de la fotografía, médico y amigo del escritor Reginald Southey, junto a varios esqueletos.

## Historia
En el catálogo de todas las fotografías de Lewis Carroll, la fotografía aparece con el número 0221. Fue tomada en junio de 1857 en el estudio de Carroll en Christ Church, Oxford. Tamaño 16,6 × 13,7 cm. Actualmente la fotografía se encuentra en la colección del Museo Nacional de Medios de Comunicación, de Bradford (en la exposición permanente del museo). 
La fotografía fue tomada utilizando la técnica del proceso de colodión húmedo e impresa en papel de albúmina. Se muestra a Southey de pie junto a cráneos y esqueletos de un humano y un simio de la Oficina Anatómica de Oxford. En el Álbum A (I), que se encuentra en la colección de la Universidad de Princeton, el fotógrafo agregó los versos iniciales del poema de Alfred Tennyson Una visión del pecado a la página donde anteriormente se encontraba la fotografía: (Ustedes son huesos, ¿y qué hay de eso? / Cada rostro, por lleno que esté, / relleno de carne o grasa / no es más que un modelo de cráneo). Los creadores del catálogo de la obra de Carroll sugieren que esta fotografía fue tomada para celebrar la graduación de Southey con honores en ciencias en junio de 1857. 
La fotografía ha sido expuesta repetidamente en diversas exposiciones, la más notable en la exposición The Other Side of the Lens: Lewis Carroll and the Art of Photography during the 19th Century en la Biblioteca Superior de la Catedral de Christ Church, Oxford, y también figura en su catálogo, como se menciona en algunos artículos y monografías.

## Trasfondo
En Oxford, se cree que Carroll y Southey colaboraron en fotografías "anatómicas" en la Oficina de Anatomía de Oxford. Fotografiaron esqueletos de peces y animales, y culminaron en una foto de Southey de pie junto a los esqueletos y cráneos de un humano y un simio. Un periodista del periódico Independent describe sus impresiones en un artículo sobre la fotografía de la exposición de retratos victorianos en el Museo Nacional de Fotografía, Cine y Televisión de Bradford en 2013:

"Un caballero victoriano joven y presentable, vestido con traje, se encuentra rodeando un esqueleto con el brazo de una manera amistosa (si no amorosa). Si no tenemos en cuenta la ropa y el cuerpo de la persona que está a la izquierda, resulta que tienen casi la misma altura y están en la misma posición si se mira desde la derecha. Existe una extraña impresión (ya sea terrible o divertida) de que el caballero está mostrando- en sentido literal- sus propios huesos, como en un diagrama de los libros de texto de anatomía. Sobre la mesa, junto a ese extraño par, hay varios cráneos, así como el esqueleto completo de un pequeño primate, una especie de mono o chimpancé con enormes y aterradoras cuencas oculares. Todo se está volviendo cada vez más extraño..." 

Demurova, Lewis Carroll (2013).

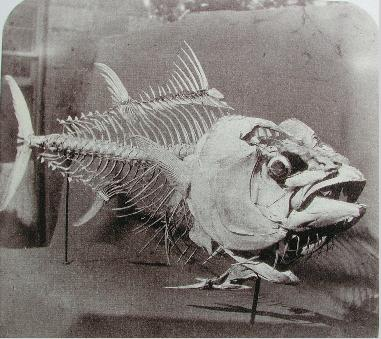
Lewis Carroll: Esqueleto de un atún rojo capturado en Madeira en 1857.
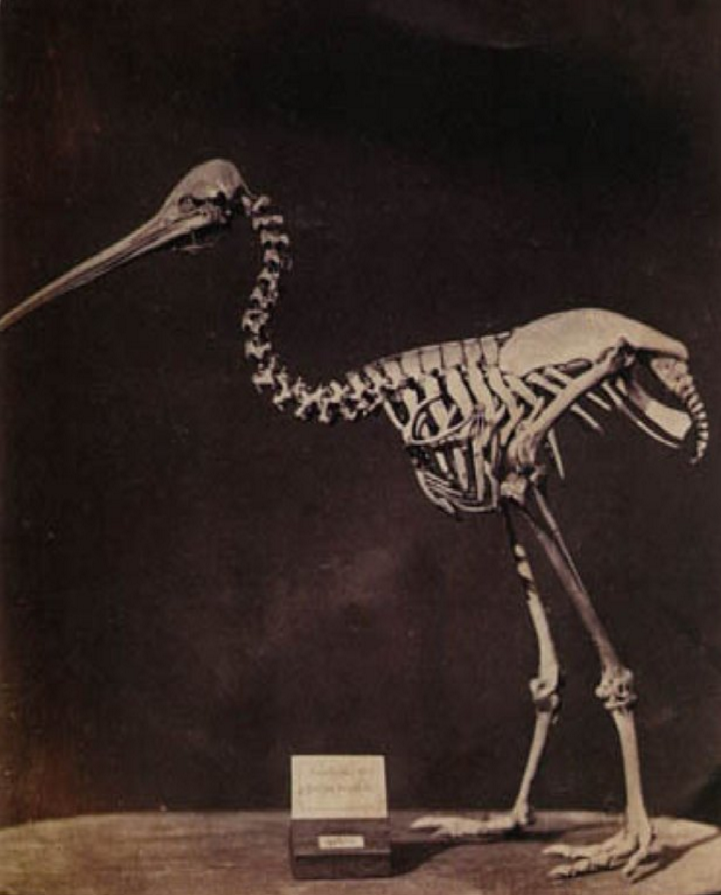
Lewis Carroll: El kiwi del sur, 1857.
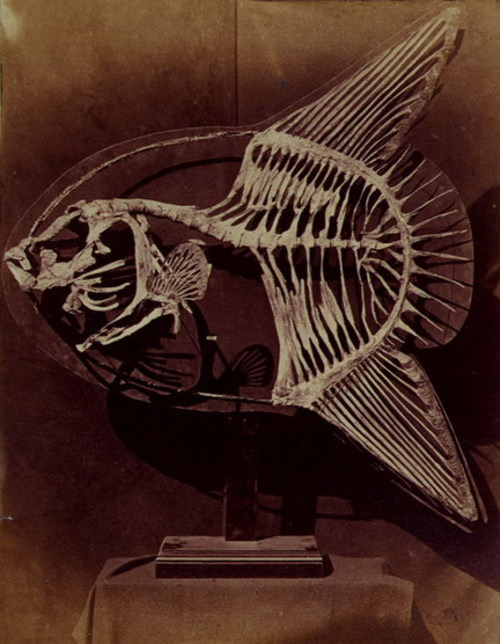
Lewis Carroll: Esqueleto de pez luna, 1857.
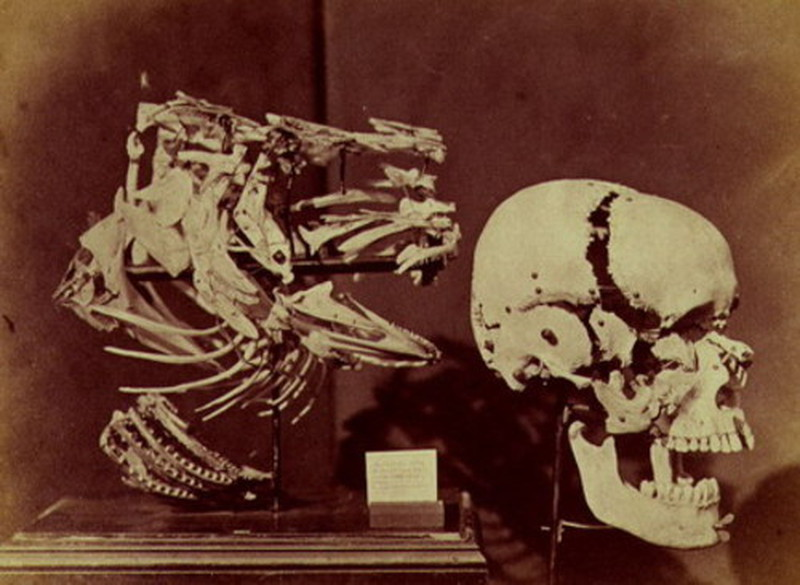
Lewis Carroll: Cráneos segmentados de bacalao y humano, 1857.

Esta fotografía de Carroll fue declarada la mejor de la exposición; fue reconocida como “prácticamente la única, hecha con sentido del humor, aunque muy peculiar”. La fotografía fue tomada en 1857, dos años antes de la publicación del libro de Charles Darwin El origen de las especies. Sin embargo, los informes sobre el libro ya habían sido publicados en la prensa y su contenido fue objeto de acalorados debates mucho antes de su publicación. Además, la idea misma fue debatida durante décadas, el caso más famoso fue el de James Burnett.    
Los estudiosos de la creatividad del escritor señalan que Carroll estaba "íntimamente familiarizado" con algunos esqueletos de la Oficina Anatómica de Oxford. Por ejemplo, el esqueleto de atún aparece en dos fotografías del escritor, incluida su fotografía de Henry Eckling, un profesor universitario de medicina (a quien pertenecía formalmente y quien lo proporcionó a la exhibición), tomada por el escritor poco antes de la fotografía de Reginald Southy y esqueletos.

## Reginald Southey: modelo, amigo y mentor de Carroll en la fotografía

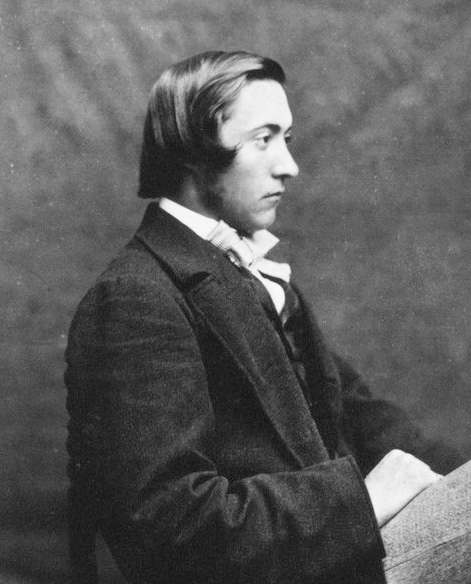
Lewis Carroll: Reginald Southey, 1860.

Reginald Southey (1835–1899) y Lewis Carroll se conocieron en la década de 1850 en Oxford, donde Dodgson había enseñado matemáticas desde 1855 y Southey estudiaba ciencias naturales. Recibió su licenciatura en 1855 y su maestría en 1857. De 1859 a 1861, Southey estudió en Londres y Oxford, donde obtuvo sus títulos: maestría en junio de 1860 y doctorado en Medicina en 1861. Southey era el sobrino del poeta romántico Robert Southey y el quinto hijo del médico Henry Herbert Southey. Después de graduarse, viajó mucho y trabajó para los Comisionados en Lunacy (una comisión de expertos psiquiátricos forenses) entre 1883 y 1898. Dio una conferencia en las prestigiosas Goulstonian Lectures, en el Royal College of Medicine, Londres en 1867. Southey se casó con Frances Marianne Thornton en 1864 y tuvieron cuatro hijos.
Southey comenzó a tomar fotografías alrededor de 1853, probablemente gracias a Hugh Welch Diamond, quien fue el primer secretario de la Royal Photographic Society. Cuando Carroll iba a comprar una nueva cámara fotográfica, llevó consigo como compañero a Reginald Southey, quien ya tenía una cámara y por tanto actuó como consultor. Bajo la guía de Southey, el escritor tomó sus primeras fotografías y pronto quedó tan fascinado por su nuevo pasatiempo que comenzó a dedicarle todo su tiempo libre. 
La comunicación entre Carroll y Southey está registrada con detalle en los diarios del escritor de 1855 a 1857. El 1 de marzo de 1855, Carroll fue a ver las nuevas fotografías que Southey había tomado y describió una de ellas en su diario como "el mejor intento amateur que jamás vi". Carroll fotografió a Southey muchas veces y Southey fotografió a Carroll, juntos tomaron fotografías de conocidos mutuos y trabajaron para hacer positivos. Carroll escribió en sus diarios que Southey, que era un gran experto en química, lo ayudó a trabajar en este proceso. Southey a veces recomendaba sus propios modelos a Carroll. Entonces le aconsejó al escritor que conociera a Henry Acland, más tarde profesor de medicina, que tenía una "hermosa familia" con seis hijos a quienes podía fotografiar. En la primavera de 1857, Southey visitó la Isla de Wight, donde fotografió a los hijos de Julia Margaret Cameron y Alfred Tennyson. Tennyson escribió personalmente una carta a Southey agradeciéndole por las fotografías de sus hijos. Las fotografías de Southie se caracterizan por tomas macro, excluyendo detalles de fondo y objetos más pequeños.   Cameron, como sugieren trabajos académicos, recibió sus primeras lecciones de fotografía de Southey.
En presencia de Southey, Carroll conoció a su futura musa por primera vez. El 25 de abril de 1856, él y Southey intentaron fotografiar la catedral de la Santísima Trinidad desde el jardín del rector, donde las tres hijas de Henry Liddell estaban jugando en ese momento. Fue entonces cuando Carroll conoció a Alice Liddell.  También colaboró con Southey en fotografías de las hijas de Liddell, y un mes después Dodgson invitó a Southey a Londres para expresar "su opinión sobre los negativos" de estas fotografías.  Invitó a Dodgson a unirse a él durante una operación en el Hospital St Bartholomew, donde el cirujano tuvo que amputar la pierna de un paciente utilizando el entonces poco conocido cloroformo. Al día siguiente, Dodgson visitó la casa de Southey para ver sus nuevas fotografías y dejar algunas de las más recientes para la próxima exposición anual de la Sociedad Fotográfica de Londres. Southey se hizo famoso entre sus contemporáneos como el inventor de la cánula o tubo Southey, un tipo de trocar utilizado para drenar el edema de las extremidades. 

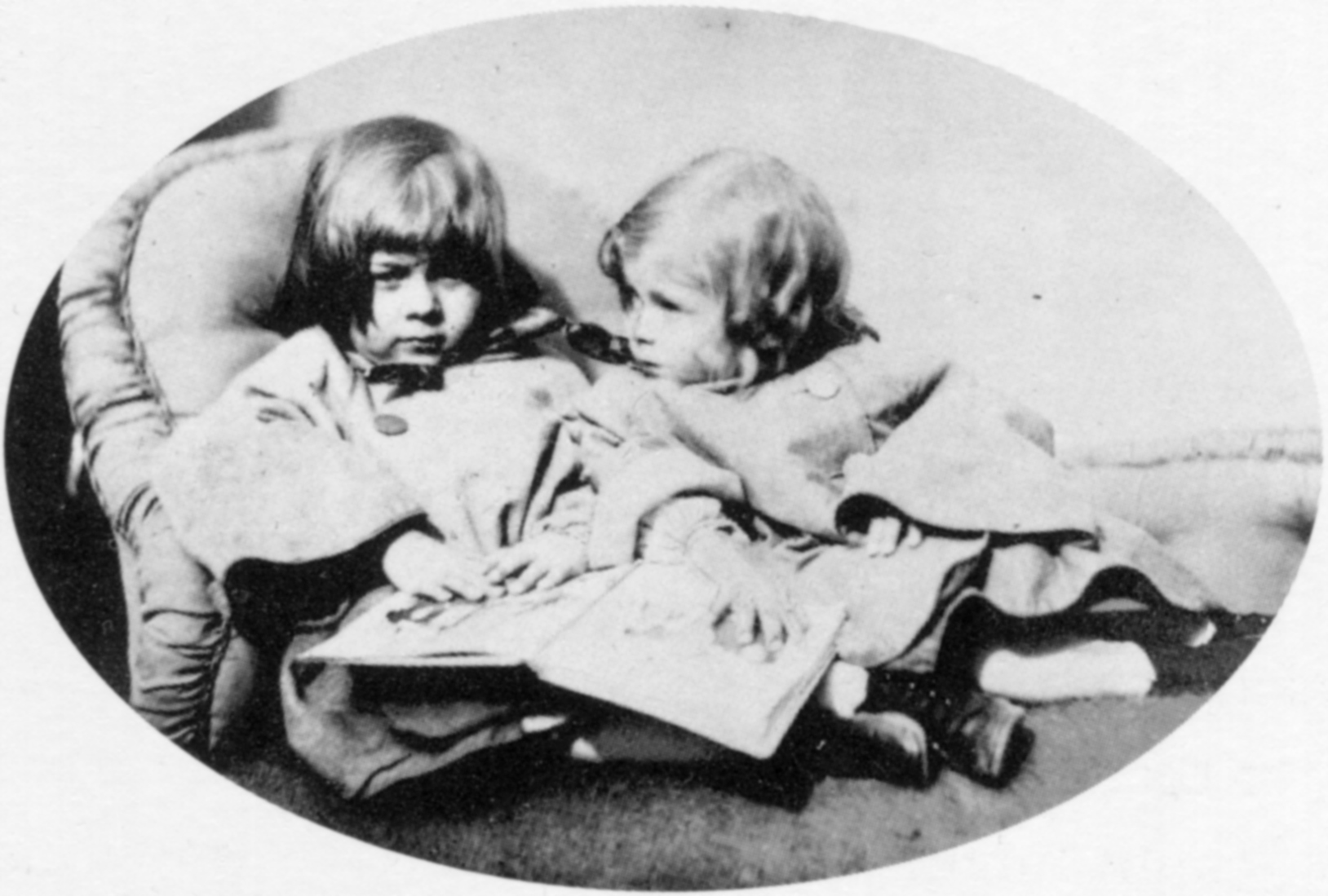
Reginald Southey: Los hijos de Alfred Tennyson, 1857.
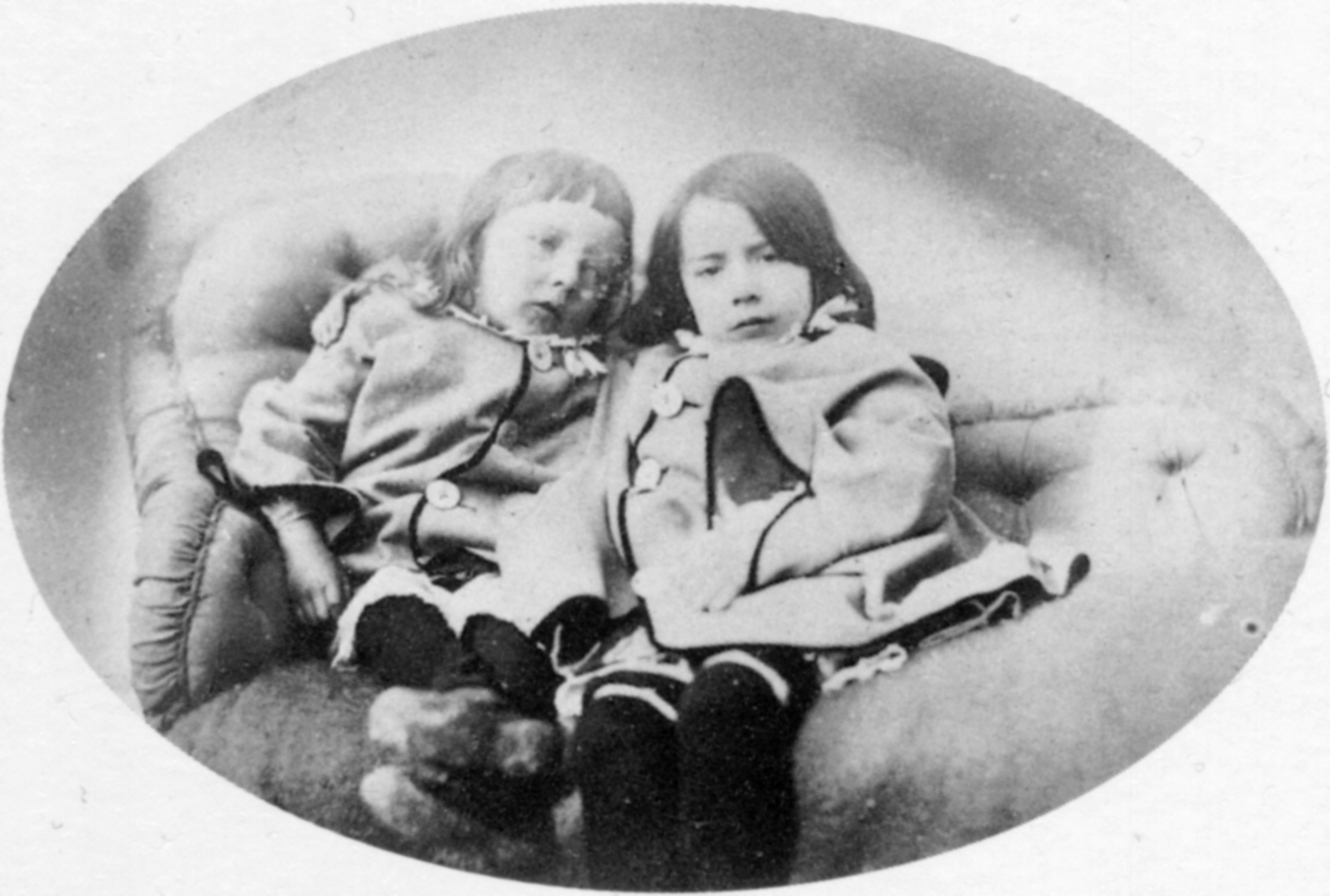
Reginald Southey: Charles y Harry, hijos de Julia Cameron, 1857.
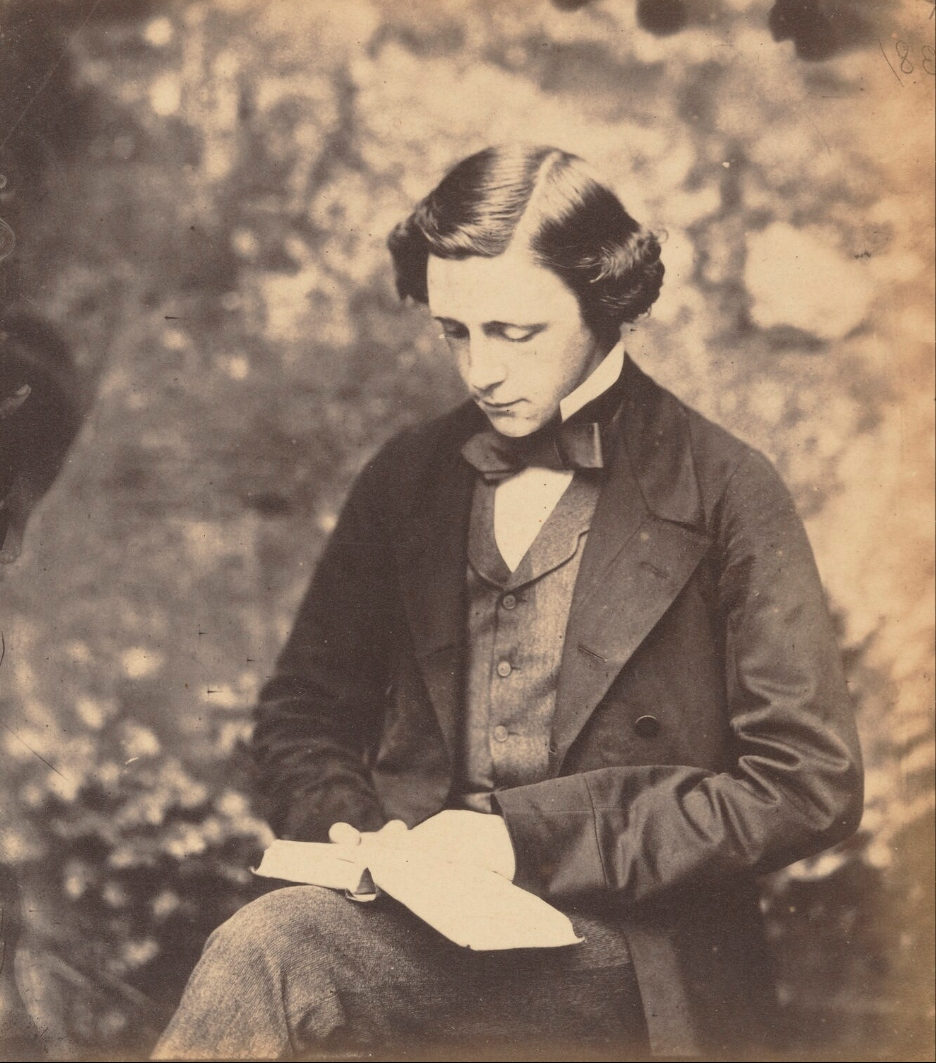
Reginald Southey; Lewis Carroll, 1856.